# Дюгасс, Доминик
Доминик Дюгасс (фр. Dominic Dugasse; 19 апреля 1985, Виктория, Сейшельские острова) — сейшельский дзюдоист, участник Олимпийских игр 2012 года.
На Церемонии открытия летних Олимпийских игр 2012 был знаменосцем команды Сейшельских островов.

## Карьера
На Олимпиаде в Лондоне участвовал в весовой категории до 100 кг. Уступил на первом же этапе нидерландцу Хенку Гролю.